# 애보트와 코스텔로 - 투명인간을 만나다
애보트와 코스텔로 - 투명인간을 만나다(Abbott And Costello Meet The Invisible Man)는 미국에서 제작된 찰스 라몬트 감독의 1951년 코미디, SF 영화이다. 버드 애보트 등이 주연으로 출연하였고 하워드 크리스티 등이 제작에 참여하였다.

## 출연

### 주연
- 버드 애보트
- 루 코스텔로

### 조연
- 낸시 길드
- 아서 프란즈
- 아델 제건스
- 쉘든 레너드
- 윌리엄 프롤리
- 개빈 뮈어
- 샘 밸터
- 존 덴하임
- 폴 맥시
- 하워드 뱅스
- 보비 바버
- 리처드 바텔
- 밀트 브론슨
- 랠프 브룩스
- 러스 콘웨이
- 프랭크 대
- 로이 다모어
- 세이르 디어링
- 랠프 던
- 에드워드 가갠
- 해롤드 굿윈
- 딕 고든
- 킷 거드
- 척 해밀턴
- 스튜어트 홈즈
- 케너 G. 켐프
- 도널드 카
- 퍼크 론더스
- 조지 J. 루이스
- 로리 말린슨
- 랠프 몽고메리
- 윌리엄 H. 오브라이언
- 프랭클린 파커
- 찰스 페리
- 시드 세일러
- 에디스 쉬츠
- 잭 슈타
- 칼 스클로버
- 빌리 스나이더
- 프랭키 반
- 허브 버그랜
- 빌리 웨인
- 해리 윌슨

## 제작진
- 세트: 존 P. 오스틴
- 세트: 러셀 A. 고스맨